# Sabino Bellomo
Sabino Bellomo (1 de enero de 1964) es un deportista italiano que compitió en remo. Ganó cinco medallas en el Campeonato Mundial de Remo entre los años 1988 y 1995.

## Palmarés internacional
| Campeonato Mundial | Campeonato Mundial       | Campeonato Mundial | Campeonato Mundial        |
| Año                | Lugar                    | Medalla            | Prueba                    |
| ------------------ | ------------------------ | ------------------ | ------------------------- |
| 1988               | Milán (Italia)           | Medalla de oro     | Ocho con timonel ligero   |
| 1991               | Viena (Austria)          | Medalla de plata   | Cuatro sin timonel ligero |
| 1992               | Montreal (Canadá)        | Medalla de plata   | Cuatro sin timonel ligero |
| 1993               | Račice (República Checa) | Medalla de bronce  | Cuatro sin timonel ligero |
| 1995               | Tampere (Finlandia)      | Medalla de bronce  | Ocho con timonel ligero   |